# Südpolarskua

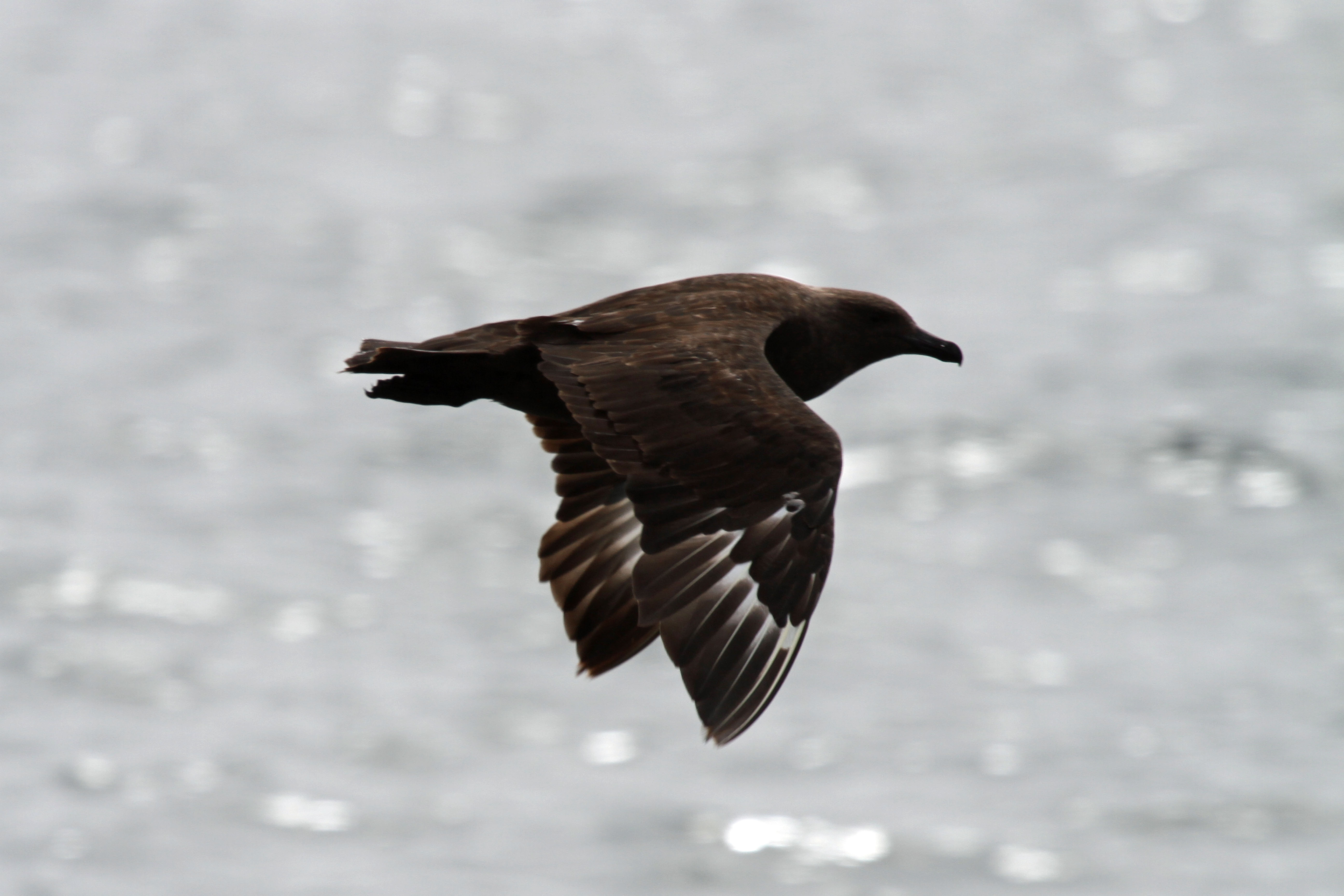
Dunkle Morphe

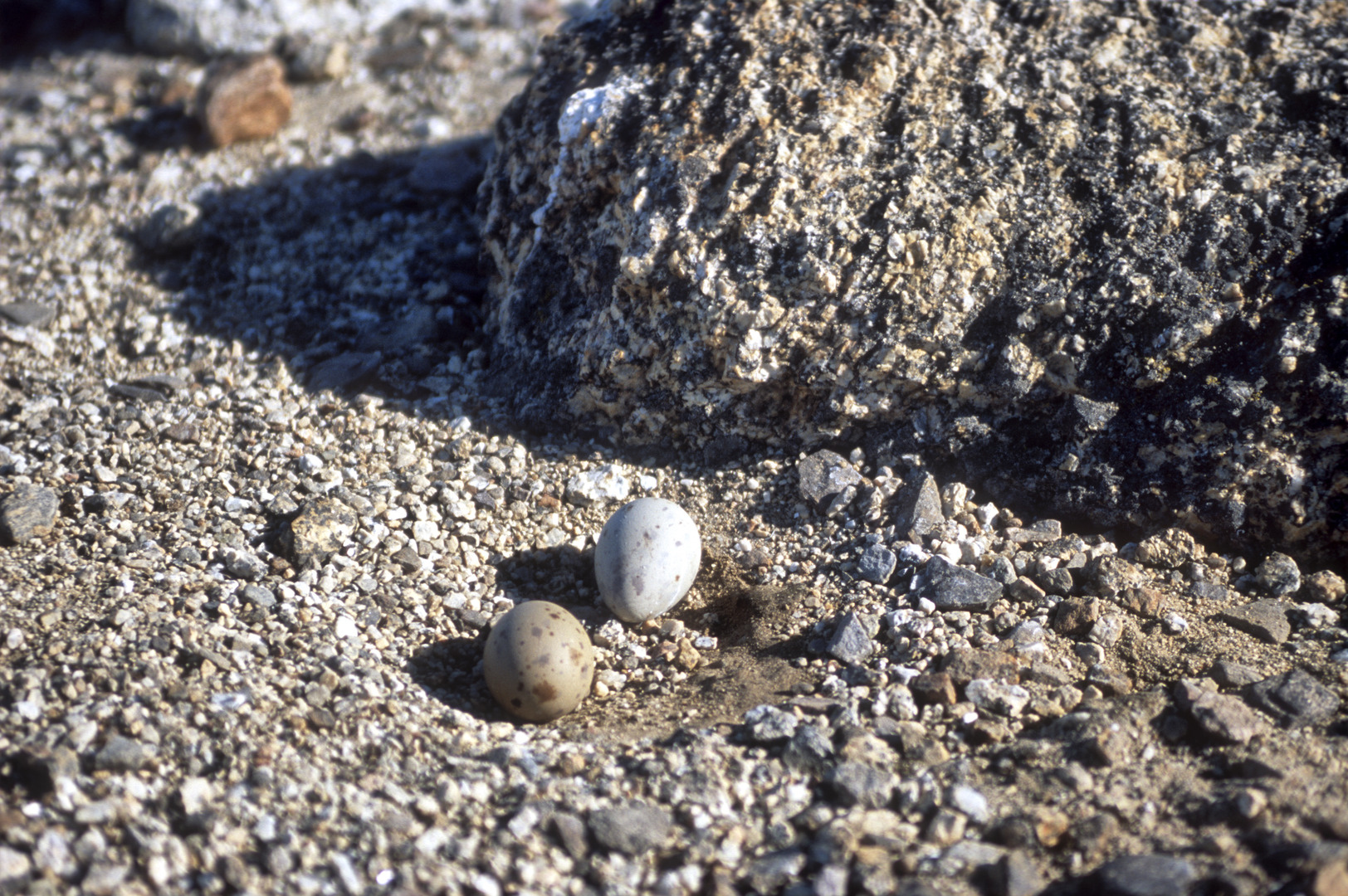
Gelege

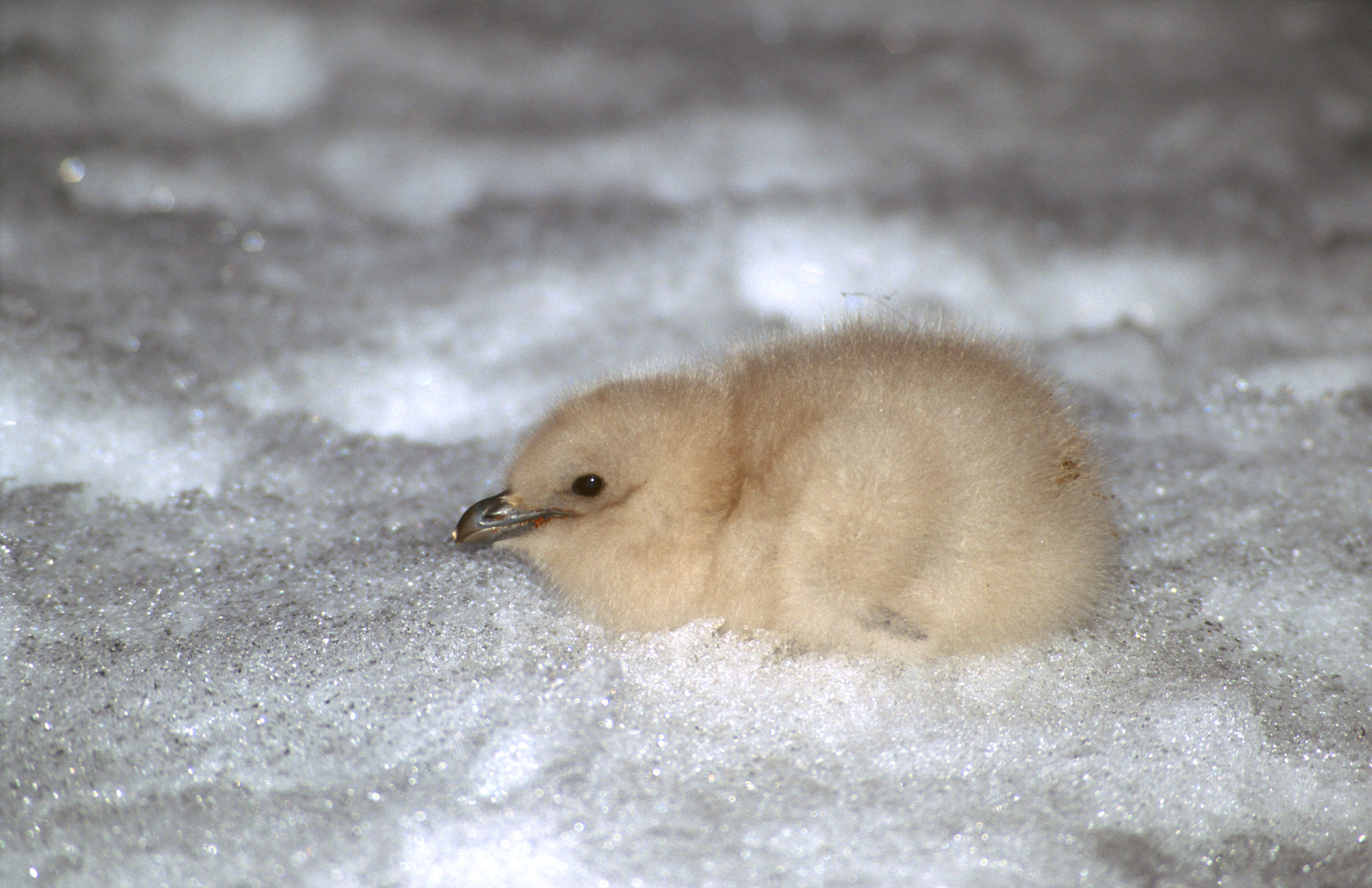
Küken

Die Südpolarskua (Stercorarius maccormicki, Syn.: Catharacta maccormicki), auch Antarktikskua genannt, ist eine Vogelart aus der Familie der Raubmöwen (Stercorariidae).

## Merkmale
Die Art erreicht eine Länge von 50 bis 55 cm, ein Gewicht von 900 bis 1600 g und eine Flügelspannweite von 130 bis 140 cm. Es existieren zwei Morphen, eine helle und eine dunkle. Die Helle hat einen hell goldbraunem bis rauchgrauen Rumpf während Rücken, Flügel und Schwanz dunkelbraunen sind. Die dunkle Morphe ist überwiegend dunkelbraun gefärbt und kann daher leicht mit der Großen Raubmöwe (Stercorarius skua) oder der Subantarktikskua (S. antarcticus) verwechselt werden. Die Vögel werden mit zunehmendem Alter heller und bei adulten Exemplaren wird das Gefieder während der Brutzeit heller. Die blasse Morphe dominiert im Rossmeergebiet, während die Dunkle auf der Antarktischen Halbinsel häufiger ist. In allen Regionen sind Männchen in Brutpaaren fast immer dunkler als ihre größeren Weibchen. Verglichen mit anderen Raubmöwen hat die Südpolarskua einen schlankeren Körper, schmalere Flügel, einen kleineren Kopf und einen schmaleren Schnabel.

## Verbreitung und Lebensweise
Die Südpolarskua verbringt den Südsommer an den Küsten der Antarktis, besonders häufig am Rossmeer. Die Brutsaison beginnt im November. Die Vögel sind revierbildend und brüten in lockeren Kolonien auf schneefreien Bereichen, oft in der Nähe von Brutkolonien von Pinguinen, Tauchsturmvögeln oder Sturmschwalben. Das in der Regel aus zwei, seltener aus einem Ei bestehende Gelege wird in eine nicht gepolsterte Nestgrube auf dem Boden gelegt und für 28 bis 31 Tage bis zum Schlupf der Jungen bebrütet. Die zunächst mit einem hellen Flaumgefieder ausgestatteten Jungvögel verlassen das Nest nach einem bis zwei Tagen und werden im Alter von 36 bis 45 Tagen flügge. Bei zwei Jungvögeln tötet der ältere normalerweise den jüngeren. Südpolarskuas werden mit 6 Jahren geschlechtsreif.
Sie verlassen ihre Brutgebiete im März, ziehen über den Äquator auf die nördliche Erdhalbkugel und verbringen den antarktischen Winter über dem offenen Meer vor den Küsten von Alaska und von Grönland. Wegen der leichten Verwechselung mit der Großen Raubmöwe ist es ungewiss, ob sie dann außer vor Grönland auch in anderen Bereichen des Nordatlantiks vorkommen. Durchziehende Südpolarskuas wurden schon im nördlichen Indischen Ozean, über dem Roten Meer, bei den Seychellen, an der Küste Westafrikas, an der Karibikküste von Kolumbien, östlich von Japan und vor der Küste von British Columbia gesichtet. Von Oktober bis November ziehen die Vögel zurück zur Antarktis, um zu brüten.

## Ernährung
Die Südpolarskuas ernähren sich in der Brutsaison von Fisch und Krill, den Eiern und Jungvögeln von Pinguinen, Tauchsturmvögeln und Sturmschwalben, von Aas, den Placentas von Robben und in der Nähe von Antarktisstationen auch von Küchenabfällen. Was sie im Südwinter fressen, während sie sich auf der Nordhalbkugel aufhalten, ist bisher nicht näher untersucht worden. Man geht jedoch davon aus, dass ihre Nahrung dann vor allem aus Fisch besteht, ergänzt durch Kadaver.

## Gefährdung
Die Südpolarskua gilt als ungefährdet. Für das Jahr 2009 nahm man einen Bestand von 6000 bis 15.000 adulten Individuen an. Der Bestand schwankt jedoch, abhängig vom Bruterfolg oder dem Nahrungsangebot, stark und kann in verschiedenen Regionen durchaus gegensätzlich sinken oder steigen.

## Belege
1. 1 2 3 4  
R. W. Furness, P. Boesman, E. F. J. Garcia: South Polar Skua (Catharacta maccormicki). In: J. del Hoyo, A. Elliott, J. Sargatal, D. A. Christie, E. de Juana (Hrsg.): Handbook of the Birds of the World Alive. Lynx Edicions, Barcelona 2017. (abgerufen von https://birdsoftheworld.org/bow/species/sopsku1/cur/introduction on 12. Oktober 2017).
2. ↑  
Catharacta maccormicki in der Roten Liste gefährdeter Arten der IUCN 2012. Eingestellt von: BirdLife International, 2012. Abgerufen am 23. Oktober 2012.